# Schöningh Verlag (Schulbuch)
Der Schöningh Verlag war Teil des in Paderborn ansässigen wissenschaftlichen Verlags Ferdinand Schöningh. Seit 2002 gehört die Schulbuchsparte des Schöningh Verlags zur Braunschweiger Westermann Gruppe. Redaktionssitz blieb Paderborn.

## Geschichte
Am 12. Mai 1847 gründete der Buchhändler Ferdinand Schöningh den gleichnamigen Verlag in Paderborn mit dem Ziel, die volkspädagogische Bildung zu befördern. Schon bald nach der Gründung konnte Schöningh mit Joseph von Eichendorff und dem katholischen Sozialreformer Adolph Kolping zwei namhafte Autoren gewinnen.
Der Aufbau des Schulbuchprogramms begann in den ersten Jahren nach der Verlagsgründung. Es waren zunächst Lehrwerke für Latein und Geschichte sowie Lesebücher und eine Vielzahl an philologisch zuverlässigen lateinischen, griechischen und deutschen Textausgaben, die das Programm prägten. Die Klassikerausgaben umfassten in mehreren Reihen mehr als 400 Titel und waren die eigentliche Domäne der Schulsparte. 1943 wurde der Verlagsbetrieb nach Teilenteignungen, Verboten und Beschlagnahmungen durch die Nationalsozialisten eingestellt.
Nach Ende des Zweiten Weltkriegs 1945 zählte Schöningh zu den ersten durch die alliierten Militärbehörden wieder zugelassenen Verlagen. Seitdem lagen die Schwerpunkte des Schulbuchprogramms in den Fächern der Geistes- und Gesellschaftswissenschaften mit der Hauptzielgruppe Gymnasien.
Im Zuge einer Neuordnung des Verlagshauses wurde im Jahr 2002 die Schulbuchsparte des Verlags unter dem Namen Schöningh Verlag an die Westermann Gruppe verkauft. Der Verlagsname wird innerhalb der Gruppe als Imprint geführt.